# 390. Sicherungs-Division
De 390. Sicherungs-Division (Nederlands: 390e Beveiligingsdivisie z. b. V.) was een Duitse infanteriedivisie in de Heer tijdens de Tweede Wereldoorlog. Deze divisie was betrokken bij de beveiliging van het Rückwärtigen Heeresgebiet (in de achterhoede gelegen legergebied). Ze nam actief aan oorlogsmisdrijven tegen partizanen (Bandenbekämpfung) en de holocaust deel.

## Geschiedenis van de divisie
Schatten-Division uit de 390. Feldausbildungs-Division
Eind 1943 werd de voorloper van de divisie de 390. Feldausbildungs-Division in de 23e Aufstellungswelle van het Wehrkreis XI (11e militair district) in een Schatten-Division overgeheveld. De samenstelling van de divisie was zeer zwak, zo bestond een regiment maar uit twee bataljons. Begin april 1944 werden alle regimenten gevechtseenheden toegewezen.
390. Sicherungs-Division z. b. V.
In april 1944 volgde de hernoeming van de staf van de 390. Feldausbildungs-Division in 390. Sicherungs-Division z. b. V.. De divisie was aan de Heeresgruppe Mitte toegewezen. En werd van de titel z. b. V. (voor speciaal gebruik) voorzien.
De divisie werd tot zijn ontbinding aan het Oostfront in Litouwen, en later in oktober in Koerland voor beveiligingstaken in het rückwärtigen Heeresgebiet (achterhoede gelegen legergebied) ingezet. De divisie was onder het bevel van het 4. Armee (4e Leger) en het 3. Panzerarmee (3e Pantserleger) gesteld, als reserve tijdens Operatie Bagration. Als laatste was het onder bevel van het 16. Armee (16e Leger) gesteld. Op 10 november 1944 werd de divisiestaf ontbonden, en ter beschikking van de nieuw opgerichte 79e Volksgrenadierdivisie gesteld.
In deze divisie werd de homoseksuele Obergefreiter Walter Sammet voor zijn Frontbewährung ingezet, en sneuvelde aan het Oostfront. Een stolpersteine in Hamburg-St. Pauli herinnert aan hem.

## Commandanten
| Rang                   | Naam            | Begin                     | Eind                           | Opmerking                                        |
| ---------------------- | --------------- | ------------------------- | ------------------------------ | ------------------------------------------------ |
| General der Artillerie | Walter Hartmann | 10 september 1942         | 1 april 1943                   | Op 1 februari 1943 tot Generalleutnant bevorderd |
|                        |                 | 1 februari 1943           | 1 april 1943                   |                                                  |
| Generalleutnant        | August Wittmann | 1 april 1943              | 3 mei 1943                     |                                                  |
| Generalleutnant        | Hans Bergen     | 3 mei 1943 - 20 juni 1944 | 8 november 1944 - 20 juni 1944 |                                                  |
|                        |                 | 20 juni 1944              |                                | Omgevormd naar de 390. Sicherungs-Division       |
| Generalleutnant        | Hans Bergen     | 20 juni 1944              | 10 december 1944               |                                                  |

## Gebieden van operaties[15]
- Oostfront, noordelijke sector (juli 1944 - december 1944)
- Oostfront, midden sector (juni 1944 - juli 1944)

## Samenstelling
Januari 1944:
- Grenadier-Feldausbildungs-Regiment Schreiber[9] : vanaf februari 1942 als Grenadier-Feldausbildungs-Regiment 566, in april 1944 naar het 129e Infanteriedivisie
- Grenadier-Feldausbildungs-Regiment 636[9] : van de Infanterie-Feldausbildungs-Regiment 636 in de 390. Feldausbildungs-Division, in april 1944 naar het 134e Infanteriedivisie
- Grenadier-Feldausbildungs-Regiment 637[9] van de Infanterie-Feldausbildungs-Regiment 637 in de 390. Feldausbildungs-Division, in april 1944 naar het 45e Infanteriedivisie
- Artillerie-Bataillon 390: in april 1944 als Lehr-Bataillon I van de officiersschool van de Heeresgruppe Mitte
- Feldausbildungs-Bataillon 390[9]

Juli 1944:
- Sicherungs-Regiment 603
- Divisions-Kampfschule 390 met vier compagnieën
- Pionier-Kompanie 390
- Nachrichten-Kompanie 390

Augustus 1944:
- Sicherungs-Regiment 37
- Sicherungs-Regiment 57
- Sicherungs-Regiment 611
- Panzer-Sicherungs-Kompanie 350
- Artillerie-Abteilung 134
- Divisions-Einheiten 390